# Angle d'or
L'angle d’or est un angle valant {\displaystyle (3-{\sqrt {5}})} fois l'angle plat soit environ 137,51°. Il est lié au nombre d'or.

## Définitions

### En géométrie

L'angle d'or est sous-tendu par l'arc b quand (φ étant le nombre d'or).

En géométrie, l'angle d'or est l'angle sous-tendu par le plus petit des deux arcs créés en divisant la circonférence c d'un cercle en deux sections dont les longueurs  a et b sont dans un rapport égal au nombre d'or φ.
En conséquence :
{\displaystyle c=a+b\,}
{\displaystyle {\frac {a}{b}}={\frac {c}{a}}=\varphi ={\frac {1+{\sqrt {5}}}{2}}={\varphi }^{2}-1}
L'angle d'or, sous-tendu par l'arc de cercle b, mesure en radians : 
- {\displaystyle \theta _{1}={\frac {2\pi }{\varphi ^{2}}}={2\pi }(1-{\frac {1}{\varphi }})=\pi (3-{\sqrt {5}})=2,39996323...}, voir la suite A131988 de l'OEIS.

#### Démonstration
Comme l'arc intersecté par cet angle et la circonférence du cercle sont proportionnels :
- {\displaystyle \theta _{1}/b={2\pi }/c}
- {\displaystyle \theta _{1}={2\pi }b/c}
- {\displaystyle \theta _{1}={2\pi }b/(a+b)}
- {\displaystyle \theta _{1}={2\pi }/(a/b+1)}
- {\displaystyle \theta _{1}={2\pi }/({\varphi }+1)={2\pi }{\frac {{\varphi }-1}{({\varphi }+1)({\varphi }-1)}}={2\pi }{\frac {{\varphi }-1}{({\varphi }^{2}-1)}}={2\pi }(1-1/{\varphi })={2\pi }(1-{\frac {2}{1+{\sqrt {5}}}})={2\pi }(1+{\frac {1-{\sqrt {5}}}{2}})=\pi (3-{\sqrt {5}})}
- {\displaystyle \theta _{1}={2\pi }/{\varphi }^{2}}

Il mesure en degrés :
- {\displaystyle {\frac {360}{\varphi ^{2}}}=180(3-{\sqrt {5}})=137,5077641...} soit 137° 30′ 27,950 5″, voir la suite A096627 de l'OEIS.

L'angle d'or rentrant, sous-tendu par l'arc de cercle a, mesure en radians :
- {\displaystyle \theta _{2}=2\pi -\theta _{1}={\frac {2\pi }{\varphi }}=\pi ({\sqrt {5}}-1)=3,88322207...}

Il mesure en degrés :
- {\displaystyle {\frac {360}{\varphi }}=180({\sqrt {5}}-1)=222,492236...} soit 222° 29′ 32,049 4″

### Dans la nature
On retrouve cet angle à plusieurs reprises dans la nature. Par exemple, les écailles des pommes de pin , ou les fleurons du tournesol sont disposées le long de spirales logarithmiques, deux écailles ou fleurons successifs formant un angle d'or avec le centre de la spirale. Apparaissent alors des spirales secondaires dont le nombre est toujours un élément de la suite de Fibonacci. Stéphane Durand explique que cette disposition correspond à l'optimisation de l'occupation de l'espace dans le plan. Il existe des exposés détaillés de ce phénomène,.

### En imagerie médicale
L’imagerie à résonance magnétique (IRM) utilise plusieurs méthodes d'échantillonnage. L'une d'elles, radiale avec incrémentation d'une valeur nommée « angle d'or », utilise la valeur 111,25°,

### Propriété des multiples fibonacciens de l'angle d'or
D'après la formule de Binet exprimant les nombres de Fibonacci : {\displaystyle F_{n}={\frac {\varphi ^{n}-\psi ^{n}}{\sqrt {5}}}} où {\displaystyle \psi =-1/\varphi }, on a {\displaystyle {F_{n} \over {\varphi }}-F_{n-1}\sim {\psi ^{n-1} \over {\sqrt {5}}}\longrightarrow 0} quand {\displaystyle n} tend vers l'infini.
On en déduit que {\displaystyle F_{n}\theta _{2}-F_{n-1}\times 2\pi } tend vers 0 et que donc les multiples successifs de l'angle d'or rentrant par les nombres de Fibonacci tendent vers l'angle nul (et de même pour l'angle d'or (sortant)).

## Autres angles liés au nombre d'or
L'angle d'or ne doit pas être confondu avec l'angle {\displaystyle \alpha =\arccos {\frac {1}{\varphi }}=\arctan {\sqrt {\varphi }}\approx 0,90\approx 52^{\circ }}, voir la suite A195692 de l'OEIS. Cet angle est proche de l'angle que font les faces de la pyramide de Khéops avec l’horizontale.
Deux autres angles liés au nombre d'or sont {\displaystyle \arcsin {\frac {1}{2\varphi }}={\frac {\pi }{5}}=36^{\circ }} et son double qui sont les angles du triangle d'or.